# Mairiporã (kommun)
Mairiporã är en kommun i Brasilien.   Den ligger i delstaten São Paulo, i den sydöstra delen av landet, 800 km söder om huvudstaden Brasília. Antalet invånare är 80 920.
Följande samhällen finns i Mairiporã:
- Mairiporã

I omgivningarna runt Mairiporã växer huvudsakligen savannskog. Runt Mairiporã är det tätbefolkat, med 683 invånare per kvadratkilometer.